# Wahl des Rats der deutschen Kulturgemeinschaft 1974
- SP: 3
- PFF: 4
- CSP: 12
- PDB: 6

Die Wahl des Rats der deutschen Kulturgemeinschaft 1974 fand am 10. März 1974 statt. Gewählt wurden die Mitglieder der Legislative der damaligen deutschen Kulturgemeinschaft Belgiens, der heutigen Deutschsprachigen Gemeinschaft, für die Legislaturperiode 1974–1977. Zur Wahl stellten sich die Christlich Soziale Partei (CSP), die Sozialistische Partei (SP), die Partei für Freiheit und Fortschritt (PFF) und die Partei der deutschsprachigen Belgier (PDB).
Nachfolgende Tabelle zeigt den Ausgang der Wahl:
| Partei | Anteil in % | Anzahl Sitze |
| ------ | ----------- | ------------ |
| CSP    | 46,9        | 12           |
| SP     | 12,1        | 3            |
| PFF    | 14,9        | 4            |
| PDB    | 25,4        | 6            |